# Reklamens historia i Sverige

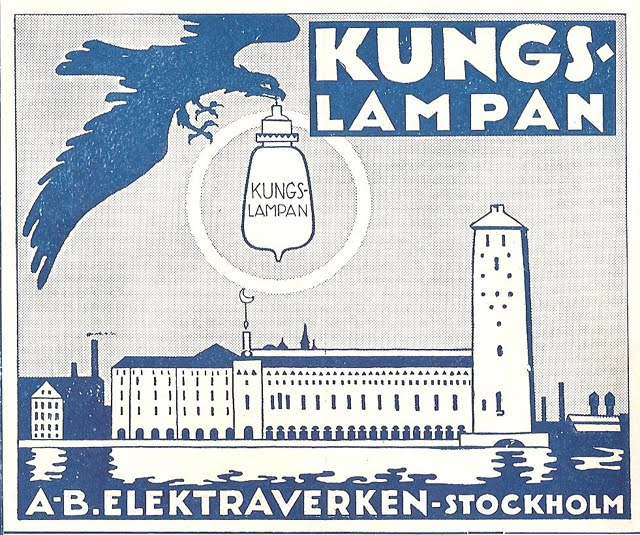
Reklam för Elektraverkets Kungslampa, med ett ofullbordat Stockholms stadshus i bakgrunden.

Reklam har förekommit i tidningstryck i Sverige sedan 1766. Det har förekommit i allt från annonser i tidningar till konstnärliga affischer. Syftet har varit att få sin eller sina produkter sålda. De uttryck man använt i form av bild och färg har ständigt utvecklats.   

## Bakgrund
Annonsering i tidningar och tidskrifter är ett av de äldsta sätten att framföra reklam. I och med den svenska tryckfrihetsförordningens införande 1766 dök de första tidningsannonserna upp.

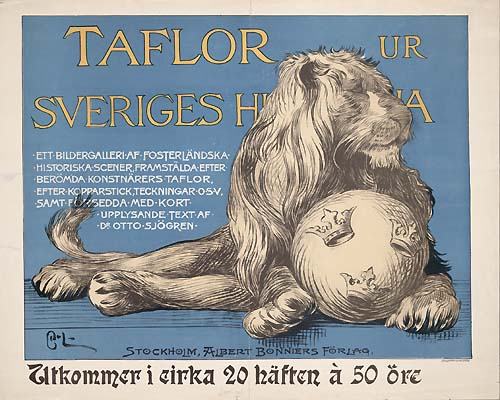
Reklamaffisch från 1897.

## Annonsering under slutet av 1800-talet
De första tidningsannonserna var informativa och innehöll för det mesta information om antingen själva produkten eller producenten.
År 1877 öppnade Sofia Gumaelius en annonsbyrå i Stockholm. Hon kom att bli den första kvinnan inom svensk reklam och annonsering, fick snart Hellefors bruk som kund och satte för deras räkning in en annons i flera stora tidningar. Annonsen kostade 217 kronor och 70 öre.
   

Sofia Gumaelius kom senare att starta en egen annonsbyrå samt tidningen "Annonsören" där flera boktryckare annonserade. Mössebergs Vattenkuranstalt beställde "Annonsörens" första helsidesannons. Den skulle införas i 118 olika tidningar. Enstaka teckningar har funnits även tidigare, men nu slår det på allvar igenom med grafik och bilder i annonserna. De drivande är just Sofia Gumaelius Annonsbyrå.

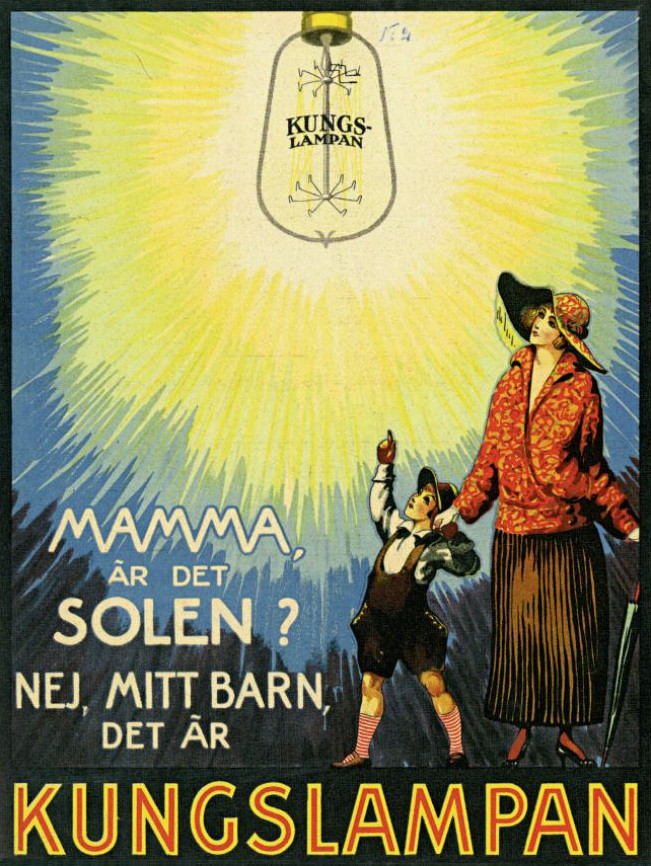
Reklamaffisch för en lampa omkring år 1910.

I USA fanns redan annonsering och yrket copywriter hade utvecklats. Det i sin tur gav inspiration till Sverige och annonserna började utvecklas och göras moderna med illustrationer och slogans.
Under slutet av 1800-talet börjar svenskarna bli allt mer måna om sitt yttre. I och med ståndsriksdagens avskaffande 1866, vilket innebar att adel, präster, borgare och bönder ersattes med tvåkammarriksdag, öppnades nya möjligheter för medelklassen att nå högre social status. Samtidigt gjorde näringsfriheten att många varianter till skönhetsförbättring erbjöds. Annonserna i tidningarna började alltmer handla om skönhets relaterade produkter. I en annons från Dagens Nyheter som publicerades 1884 beskrivs ett medel som på bara några få minuter ska avlägsna hår på ställen man inte önskar. I annonsen använder de exemplet; hår på överläppen hos kvinnor. Det finns även ett flertal exempel på skönhetsoperationer som erbjuds. Bland annat finns det en annons i Svenska Dagbladet från 1918 som erbjuder paraffininjektioner. Det var en metod som senare kom att förbjudas i Sverige. Under slutet 1800-tal och början 1900-tal blir också rubriker allt viktigare och det läggs ned tid på att skapa utstickande rubriker.
En del nymodigheter kommer till Sverige under slutet av 1800-talet. Tidningsannonserna börjar skylta med reklam på bland annat den första elektriska lampan, telefonen, och skönare underkläder. Det är under den här tiden som affischer och annonser som är tecknade av kända konstnärer dyker upp.

## Reklam och reklamaffischer (slutet 1800-tal, början 1900-tal)
I Sverige börjar kända konstnärer göra konstnärliga affischer som flitigt används. 1892 beställer Stora Bryggeriet i Stockholm ett antal reklamaffischer. En av dessa affischer ritas av Albert Engström. Han var en mycket framgångsrik konstnär men framförallt känd tecknare. Affischerna var på den tiden mycket konstnärliga och med fina detaljer. Det överges däremot ganska snabbt och ersätts av mer iögonfallande affischer med kraftiga färger och enklare linjer. Annonsen skulle uppfattas med ett enda ögonkast, det i syfte att sälja bättre. Det var till fördel att man såg bild och utstickande text i ett. Några år in på 1900-talet sker en förändring bland annonserna. Nu blir de slagkraftiga och ett budskap som snabbt når ut blir allt vanligare.
Svenska Dagbladet arrangerade år 1913 en affischtävling som kan anses som genombrottet för den svenska moderna affischen. Vinnaren blir Lydia Skottsberg och i samband med hennes vinst kommer startskottet för att de mer iögonfallande affischerna med kraftiga färger och enklare linjer ta över.
Industrialismen som ägde rum under 1800-talet gjorde att fler tillverkare kunde producera allt fler varor. Handelsbodarna börjar också övergå från att sälja varor i lösvikt till att sälja färdigförpackade varor. Konkurrensen om konsumenterna blev allt hårdare och flera producenter hade samma typ av varor. Därför var det viktigt att sin produkt hade speciella egenskaper, symboler och förpackningar. Det är vad vi i dagens samhälle kallar "branding". Under industrialismen blir konkurrensen mellan tillverkare så stor att man måste använda sig av andra medel än att bara informera om vilka produkter som erbjöds. Den moderna reklamen riktar istället in sig på att styra och skapa kontroll över människornas egen identitet.
Reklamen börjar med åren spridas i flera medier. Hollywoodfilmen gör 1928 sin debut. I och med det börjar företagen rikta sig mot att sälja drömmar och fantasier genom att anspela på skönhetsidealet som lyfts fram på den vita duken. För att låta kvinnor identifiera sig med skönhetsidealet använder man filmstjärnor i annonserna. Den första annonsen för LUX-tvål publiceras 1930 tillsammans med Clara Bow, tvålen skulle bibehålla ”huden i felfritt skick för kamerans genomträngande öga”. Under den här tiden får fler människor möjligheten till att skaffa bil. Reklam för däck och tillbehör till bilen bli därför allt vanligare.
Under 1930-talet introduceras även "Coca-Cola Red Disc" som var en handmålad Coca-Cola reklam. Den här loggan finns kvar än idag. I arbetet med att ta fram en ny logga till Coca-Cola har man gått tillbaka i tiden och använt sig av den ursprungliga loggan.
Reklamen fortsätter sedan att utvecklas och kommer blir allt mer komplex.